# الحجة الكريستولوجية
تقول الحجة الكريستولوجية لإثبات وجود الله، التي تظهر في عدة أشكال، أنه إذا كانت بعض الادعاءات حول يسوع صحيحة، فيجب على المرء أن يقبل وجود الله. [بحاجة لمصدر] هناك ثلاثة خيوط رئيسية؛ الحجة من حكمة يسوع، الحجة من ادعاء أن يسوع ابن الله، والحجة من القيامة. [بحاجة لمصدر]

## الحجة من حكمة يسوع
الهيكل الأساسي لهذه الحجة هو كما يلي: [تحقق من المصدر]

1. إن طبيعة وحكمة يسوع تجعل وجهات نظره حول الواقع صحيحة (أو من المحتمل أن تكون). [بحاجة لمصدر] [ بحاجة لمصدر ][ بحاجة لمصدر ]
2. كانت إحدى وجهات نظر يسوع حول الواقع أن الله موجود.
3. لذلك، فإن الرأي القائل بأن الله موجود (أو من المحتمل أن يكون) هو الصحيح.

تتخذ بعض أشكال الكرازة هذا النهج. يتم تقديم المتحولين المحتملين ليسوع كطابع تاريخي وتناقش مزايا تعاليم يسوع. في مثل هذا السياق، تعد تاريخية يسوع الناصري عاملاً حاسمًا في تقييم الحجة.
الاعتراضات الرئيسية على (1) هي الاقتراحات التي:
1. إن تقارير شخصية يسوع في الكتاب المقدس ليست موثوقة. [بحاجة لمصدر] [ بحاجة لمصدر ][ بحاجة لمصدر ]
2. وجهات نظر يسوع حول الواقع ليست صحيحة (أو من غير المحتمل أن تكون) بالضرورة.[1] انتقد برتراند راسل في مقاله «لماذا أنا لست مسيحيًا» شخصية يسوع الشخصية ومواقفه الفلسفية لأسباب مختلفة.
3. حتى لو افترضنا أن يسوع كان محقًا وحكيمًا ومعروفًا بأشياء كثيرة عظيمة، فهذا لا يعني أنه كان على دراية بكل شيء. إن المعرفة العميقة بالفلسفة الأخلاقية وآثام الحالة الإنسانية، على سبيل المثال، لا تعني بالضرورة أي خبرة صالحة في الفيزياء الفلكية أو الأدب الفينيقي أو الوجود الحرفي لله.

## حجة من ادعاءات يسوع بالألوهية
إن المعضلة الثلاثية لسي. إس. لويس هي حجة اعتذارية تستخدم تقليديًا للدفاع عن ألوهية يسوع من خلال المجادلة بأن البدائل الوحيدة هي كونه شريرًا أو مخدوعًا. تم تعميم نسخة واحدة من قبل الباحث الأدبي والكاتب في جامعة أكسفورد سي. إس. لويس في حديث إذاعي لهيئة الإذاعة البريطانية وفي كتاباته. توصف في بعض الأحيان بأنها حجة «مجنون أو كاذب أو إله» أو «مجنون، أو سيء، أو إله». يأخذ شكل معضلة ثلاثية - الاختيار من بين ثلاثة خيارات، كل منها يصعب قبوله بطريقة أو بأخرى.
هذه الحجة تحظى بشعبية كبيرة لدى المدافعين المسيحيين، على الرغم من أن بعض اللاهوتيين وعلماء الكتاب المقدس  لا يرون أن يسوع قد ادعى أنه الله. يزعم البعض أنه عرف نفسه على أنه وكيل إلهي، بعلاقة فريدة مع إله إسرائيل. يرى البعض الآخر أنه يريد توجيه الانتباه إلى المملكة الإلهية التي أعلنها.
تعتمد الحجة على فرضية أن يسوع كان معلمًا أخلاقيًا عظيمًا. هيكل الحجة على النحو التالي: [بحاجة لمصدر]

1. ادعى يسوع أنه الله
2. كان يسوع معلما أخلاقيا حكيما
3. بالثلاثيّة، كان يسوع غير أمين أو مخدوع أو الله
4. لا يوجد معلم أخلاقي حكيم غير شريف
5. ليس هناك معلم أخلاقي حكيم مخدوع
6. في 2 و 4، لم يكن يسوع غير أمين
7. بحلول 2 و 5، لم يكن يسوع مخدوعًا
8. في 3 و 6 و 7، كان يسوع هو الله
9. بحلول 8، الله موجود

أولئك الذين يعارضون هذه المقدمات يقترحون:
1. الفرضية 1 المتنازع عليها: كان يسوع بالفعل معلماً أخلاقياً حكيماً، لكن تعاليمه التي تم الإبلاغ عنها تم تحريفها أو تقديمها بشكل خاطئ. على سبيل المثال، ربما لم يدعي أنه إله؛ ربما تمت إضافة هذا الادعاء من قبل الكتاب اللاحقين. يجادل العديد من علماء العهد الجديد الحديث في أن يسوع لم يدع أنه الله.[8]
2. الفرضية 2 المتنازع عليها: عبر سي. إس. لويس عن رأي مفاده أن أي رجل مجرد يدعي أنه إله لا يمكن - بحكم تعريفه - أن يكون معلما أخلاقيًا حكيمًا (وعلى العكس من ذلك، فإن أي معلم أخلاقي حكيم لا يدعي أنه الله).[9] جادل كريستوفر هيتشنز بأن يسوع لم يكن مدرسًا أخلاقيًا حكيمًا من خلال المجادلة ضد العديد من تعاليمه. على سبيل المثال، عن تعليم يسوع «فليكن من ليس من الخطيئة يلقي الحجر الأول»، كتب هيتشنز: «إذا كان لغير الخطاة فقط الحق في المعاقبة، فكيف يمكن لمجتمع غير كامل تحديد كيفية محاكمة المجرمين؟» [10]
3. الفرضية 4 المتنازع عليها: يمكن للشخص أن يكون معلما أخلاقيا حكيما على الرغم من الكذب. كان يمكن أن يؤمن يسوع (كما يعتقد بعض الفلاسفة اللاحقين) أن الدين كاذب ولكنه مفيد للمجتمع، وأنه من خلال إنشاء دين جديد (أو إصلاح اليهودية) كان يفعل فعلًا جيدًا مع ذلك.
4. الفرضية 5 المتنازع عليها: يمكن للشخص أن يكون معلمًا أخلاقيًا حكيمًا على الرغم من الوهم. لا يتطلب منح المصداقية لبعض، أو حتى معظم، ادعاءات شخص ما أن نعطي المصداقية لهم جميعًا. يمكن لشخص ما أن يصدق ادعاءات سقراط الفلسفية حول العدالة دون أن يصدق أيضًا التكهنات اللاهوتية لسقراط عن الآلهة اليونانية، أو يقبل آراء أرسطو حول الشعر دون قبول ادعاءه بأن الأشياء الأثقل تسقط أسرع من الأشياء الأخف.

وصف الفيلسوف جون بيفيرسلوس حجج لويس بأنها «مهملة من الناحية النصية وغير موثوق بها من الناحية اللاهوتية»،  وهذه الحجة بالذات غير سليمة منطقيًا ومثالًا على معضلة زائفة. ينتقد عالم العهد الجديد نيكولاس رايت لويس لفشله في إدراك أهمية هوية وموقع يسوع اليهودي: «في أحسن الأحوال، تقصر الحجة بشكل كبير» وتضع لويس عرضة للنقد بأن حجته «لا تعمل كتاريخ، وتأتي بنتائج عكسية بشكل خطير عندما يشكك النقاد التاريخيون في قراءته للأناجيل»، على الرغم من أنه يعتقد أن هذا «لا يقوض الادعاء النهائي».

## حجة القيامة
حجة أخرى هي أن قيامة يسوع حدثت وكانت فعلًا من أعمال الله، وبالتالي يجب أن يكون الله موجودًا. [بحاجة لمصدر] تم تقديم نسخة من هذه الحجة، مثل حجة نيكولاس رايت من طبيعة ادعاء القيامة إلى حدوثها و «حجة الحقائق الدنيا»، التي دافع عنها علماء مثل غاري هابرماس ومايك ليكونا، التي تدافع عن أن الله يرفع المسيح من بين الأموات هو «أفضل تفسير لمجموعة من الحقائق التاريخية المزعومة عن يسوع وتلاميذه». [بحاجة لمصدر]

ويليام لين كريج، أحد المدافعين الآخرين عن هذه الحجة الأخيرة، يدرج في قائمة الحقائق:
1. بعد صلبه، دفن يوسف في قبر من قبل جوزيف أريماثي
2. في يوم الأحد الذي أعقب الصلب، عثرت مجموعة من أتباعه على قبر يسوع فارغًا
3. في مناسبات متعددة وتحت ظروف مختلفة، شهد أفراد ومجموعات مختلفة من الناس مظاهر يسوع على قيد الحياة من بين الأموات
4. آمن التلاميذ الأصليون أن يسوع قام من بين الأموات على الرغم من استعدادهم لعكس ذلك.

في ضوء ذلك، يواصل القول إن أفضل تفسير هو أن الله أقام يسوع من بين الأموات.
وقد كان لهذه الحجج العديد من الردود التي تعتمد على النسخة المعنية. على سبيل المثال، تم انتقاد «حجة الوقائع الدنيا» فيما يتعلق بالصدق الفعلي للحقائق التاريخية المزعومة وكذلك الاستدلال على أفضل تفسير بأن الله قام من بين الأموات. في الحالة الثانية، يبرر أشخاص مثل جيرد لودمان رفضهم بناءً على أسباب فلسفية بينما يفعل آخرون، مثل بارت د. إيرمان، أسبابًا أكثر منهجية. فيما يتعلق بالحقائق المزعومة، يدافع إيرمان وآخرون عن أن المصادر المستخدمة في دفاعهم (عادة الأناجيل) ليست جديرة بالثقة، وبالتالي لا يمكن إثبات الحقائق بمصداقية، في حين قدم آخرون أسبابًا إيجابية لإثبات أنها خاطئة.
الموقف الرئيسي في الإسلام يرفض القول بأن المسيح صلب في أي وقت. تنكر النصوص الإسلامية بشكل قاطع صلب وموت يسوع على أيدي اليهود. ينص القرآن على أن اليهود كانوا يسعون لقتل يسوع، لكنهم لم يقتلوه أو يصلبوه، على الرغم من أن شبهه قد ظهر لهم. يعتقد التقليديون أن يسوع لم يُصلب ولكن بدلاً من ذلك قام على قيد الحياة في السماء.
وفقا لبعض التقاليد الإسلامية، تم استبدال يسوع بشبيه له. يقترح آخرون أنه كان سيمون القيرواني، أو أحد تلاميذ مثل يهوذا الإسخريوطي. يرى البعض الآخر أن يسوع نجا من الصلب. أكدت أقلية من التعليقات الإسماعيلية أو العقلانية التي تميل على صلبه بحجة أن جسد يسوع قد صلب، ولكن روحه صعدت. ومع ذلك، تم رفض هذا التفسير بشكل عام، ووفقًا لموسوعة الإسلام، كان هناك اتفاق بالإجماع بين العلماء في إنكار الصلب،  على الرغم من أن المدافع الإسلامي الشهير شبير علي قد أثبت أنه من الممكن أن يكون يسوع لم يصلب على الإطلاق. المفسرون المعاصرون مثل م. حايك يفسرون الآية ليقولوا أن الصلب «بدا لهم هكذا» (أي اليهود).